# 吉野創士
吉野 創士（よしの そうし、2003年10月27日 - ）は、千葉県浦安市出身のプロ野球選手（外野手）。右投右打。東北楽天ゴールデンイーグルス所属。

## 経歴

### プロ入り前
小学生時代は舞浜フェニックスでプレー。6年時には千葉ロッテマリーンズジュニアに選ばれた。千葉ロッテマリーンズジュニアのチームメイトに有薗直輝がおり、高校進学後もメールでの交流が続いた。
中学時代は東京城南ボーイズでプレー。主軸として活躍した。
昌平高等学校で主力として活躍し、高校通算56本塁打を記録したが、甲子園大会出場は果たせなかった。2021年9月6日にプロ志望届を提出した。
2021年10月11日に開催された2021年ドラフト会議にて、東北楽天ゴールデンイーグルスから単独1位指名を受けた。昌平高等学校初のプロ野球選手となった。11月18日、契約金1億円、年俸920万円で基本合意した（金額は推定）。背番号は9。

### 楽天時代
2022年6月19日、イースタン・リーグの北海道日本ハムファイターズ戦で3回に池田隆英から公式戦初本塁打を記録。最終的に本塁打はこの1本のみで、48試合に出場し、打率.197という成績だった。オフに現状維持の年俸920万円で契約更改した。
2023年は春季キャンプを一軍で迎え、オープン戦にも出場したが、開幕後は一軍での出場はなく、二軍でも6試合の出場に留まった。オフに70万円減の年俸850万円で契約更改した。
2024年も一軍出場はなく、オフに100万円減の年俸750万円で契約更改し、背番号も78に変更した。

## 選手としての特徴
高い身体能力を誇る“走攻守”3拍子揃った外野手。天性のリストワークで広角に長打を打てる打撃、50m走のタイム6秒1の脚力を生かした軽快な守備走塁、遠投110mの強肩が持ち味。

## 詳細情報

### 背番号
- 9（2022年 - 2024年）
- 78（2025年 - ）

### 登場曲
- 『ライトスタンド』ベリーグッドマン（2022年）
- 『交差点』BANTY FOOT（2022年）
- 『Boom-Pow-Wow!』SixTONES（2023年 - ）